# Principato di Abcasia
Il Principato di Abcasia (in abcaso: Аԥсуа Аҳра) fu uno stato esistente dal XV al XIX secolo nell'area dell'attuale Georgia. Il principato mantenne un decreto di autonomia all'interno dell'Impero ottomano prima e poi col governo russo poi sino all'annessione definitiva all'Impero russo nel 1864.

## Storia

### Lo sfondo storico
L'Abcasia, come ducato (saeristavo) all'interno della Georgia, era governato dalla famiglia Sharvashidze (conosciuta anche come Sharvashidze, Chachba o Sharashia) sin dal XII secolo. Le fonti sono molto scarse circa la storia abcasiana dell'epoca. Di certo si sa che nel XIV secolo i genovesi stabilirono sulle coste abcasiane delle fabbriche e dei punti commerciali, ma perdurarono per breve tempo. Quando il regno di Georgia venne coinvolto in una guerra civile a metà del XV secolo, gli Shervashidzi aderirono alla principale ribellione contro re Giorgio VIII di Georgia, che si vide sconfitto per mani dei ribelli capeggiati da Bagrat VI nella Battaglia di Chikhori nel 1463. Come risultato, la Georgia venne suddivisa in tre regni e cinque principati tra loro rivali. I principi di Abacasia erano vassalli di Mingrelia che a sua volta era subordinato al Regno di Imereti. Il vassallaggio, ad ogni modo, era in gran parte puramente nominale e sia i regnanti di Mingrelia che quelli di Abcasia non solo combatterono per la loro indipendenza, ma si contestarono l'un l'altro i confini interni e quelli col regno di Imereti.

### XVI-XVIII secolo
Sul finire del Cinquecento, la marina militare ottomana occupò il forte di Tskhumi, trasformandolo nella fortezza turca di Suhum-Kale (nota oggi col nome di Sukhumi). L'Abcasia giunse dunque sotto l'influenza turca e dell'Islam, anche se il cristianesimo ortodosso non venne mai cancellato e fu solo nel XVIII secolo che i regnanti della famiglia Shervashide abbracciarono l'Islam. Da quel momento in poi, l'Abcasia rimase al sicuro da invasioni su larga scala per via della sua conformazione montagnosa e ricca di foreste, mantenendo le proprie rotte commerciali nell'area del Caucaso, compresa quella della tratta degli schiavi.
Nel XVI-XVIII secolo, i signori abcasiani vennero coinvolti in una serie di conflitti confinari con i principi di Mingrelia. Come risultato, il potere degli Shevashidzi venne ad espandersi verso est, dapprima verso il fiume Ghalidzga, e poi verso il fiume Inguri, che sono ancora oggi i confini tra l'Abcasia e la Georgia propriamente detta. Dopo la morte del principe abcasiano Zegnak nel 1700 circa, il suo principato venne diviso tra i suoi figli. Il maggiore di questi, Rostom, si definì subito come principe di tutta l'Abcasia (nota anche come Bzyb Abcasia) anche se il suo dominio si estendeva nell'area costiera attorno a Gagra nei pressi del fiume Bzyb, con residenza nel villaggio di Lykhny; Jikeshia, il fratello minore, ricevette Abjua tra Ghalidzga ed il fiume Kodori; Kvapu, ultimo dei fratelli, divenne signore dell'area che si estendeva nella parte costiera da Ghalidzga ad Inguri, poi conosciuta col nome di Samurzakan. Le colline di Tzabaldal (Tzebelda, Tsabal) si trovavano senza un governo centralizzato, ma erano dominate dalla famiglia Marshania L'area di Sadz, conosciuta oggi come Zygia si estendeva invece a nord dell'Abcasia presso le città odierne di Gagra e Soči, ed era retta dalla famiglia Gechba. Queste aree includevano anche molti feudi minori governati dai rappresentanti delle varie famiglie nobili come gli Achba (Anchabadze), Emhaa (Emukhvari), Ziapsh-Ipa, Inal-Ipa, Chabalurkhua ed i Chkhotua. Tutti questi principati minori erano più o meno dipendenti dai principi dell'Abcasia propriamente detta.

### Tra l'impero ottomano e quello russo
Keilash Bey è attualmente ritenuto il primo principe vero e proprio dell'Abcasia (circa 1780-1808) ad aver abbracciato Islam, ed ottenne per questa scelta, il governo del forte di Suhum-Kale per conto degli ottomani. Questa conversione dei principi abcasiani, ad ogni modo, non fu irreversibile e già molte divisioni religiose si manifestarono anche con i russi che tentavano di occupare la regione. Il primo tentativo di intrattenere relazioni diplomatiche con la Russia venne fatto dal predetto Keilash Bey nel 1803, poco dopo l'incorporazione della Georgia nell'espansione dell'impero zarista (1801). Dopo l'assassinio del principe ad opera di suo figlio Aslan-Bey il 2 maggio 1808, l'orientamento della nazione a favore degli ottomani riuscì a prevalere per un breve periodo. Il 2 luglio 1810, la marina russa attaccò la fortezza di Suhum-Kale e rimpiazzò Aslan-Bey con suo fratello, Sefer-Bey (1810–1821), che si era convertito al cristianesimo ed aveva assunto il nome di Giorgio. Da quel momento l'Abcasia divenne un principato autonomo all'interno dell'Impero russo.
Ad ogni modo, il governo di Giorgio e quello dei suoi successori, era limitato unicamente ad aree ristrette nei pressi della fortezza di Suhum-Kale e di Bzyb, circondati da truppe e fortilizi russi e aree governate da nobili musulmani. La guerra aumentò moltissimo la forza delle posizioni dei russi, portando ad una spaccatura all'interno dell'aristocrazia Abcasiana, soprattutto a livello religioso. Durante la Guerra di Crimea (1853–1856), le forze russe dovettero evacuare l'Abcasia ed il principe Michele (1822–1864) portò ad una ripresa dello spirito ottomano. Successivamente, la presenza russa si rafforzò con la sottomissione del Caucaso occidentale nel 1864. L'autonomia dell'Abcasia, che per diverso tempo aveva funzionato come stato cuscinetto della Russia, venne annesso definitivamente allo stato zarista ed il regno della dinastia degli Shervashidzi ebbe fine; nel novembre del 1864, il principe Michele venne costretto a rinunciare ai propri diritti ed a reinsediarsi a Voronež. L'Abcasia venne incorporata nell'Impero russo col nome di "provincia di Suhum-Kale" e intesa come distretto militare, sino al 1883 quando venne trasformata in un okrug come parte della Guberniya di Kutais.

### Tentativi di indipendenza
Nel luglio del 1866 le autorità russe iniziarono a prendere informazioni circa le condizioni economiche dell'Abcasia al fine di proporre una tassazione in questa zona, fatto che portò ad una rivolta locale. I ribelli proclamarono il figlio di Michele Sharvashidze, Giorgio quale loro principe e marciarono verso la fortezza di Suhum-Kale. Solo le forze preponderanti russe del generale Dmitrij Svjatopolk-Mirskij furono in grado di reprimere la rivolta nell'agosto di quello stesso anno. La successiva reazione russa, portò ad una considerevole emigrazione dei Muhajir abcasiani nell'Impero ottomano, specialmente dopo che questi avevano preso parte alle ribellioni del Caucaso incitando lo sbarco di truppe turche nel 1877. Il risultato dell'azione russa portò alla desertificazione di alcune aree ed alla diminuzione di un terzo della popolazione dell'Abcasia.

## Elenco dei regnanti di Abcasia
- Putu (circa 1580-1620)
- Seteman (circa 1620-1640)
- Sustar (circa 1640-1665)
- Zegnak (circa 1665-1700)
- Rostom (circa 1700-1730)
- Manuchar I (circa 1730-1757)
- Manuchar II (1757-1770)
- Zurab (1779-1780)
- Keilash Ahmed-Bey (1779-1808)
- Aslan-Bey (1808–1810)
- Sefer Ali-Bey (Giorgio) (1810–1821)
- Dmitry (Umar-Bey) (1821–1822)
- Michele (Hamud-Bey) (1822–1866)

Pretendenti al titolo di principe di Abcasia:
- Giorgi Mikhailovitch Sharvashidze (1866–1918)
- Alexander Konstantinovich Sharvashidze (1918–1968)
- George Konstantinovich Sharvashidze (1973–2010)
- Teimuraz Georgievitch Sharvashidze (2010-)
- Nikoloz Sharvashidze